# City Sushi
City Sushi est le sixième épisode de la quinzième saison de la série télévisée d'animation américaine South Park et l'épisode 215e de la série globale. Il est sorti en première aux États-Unis sur la chaîne Comedy Central le 1er juin 2011.

## Résumé
Butters distribue des prospectus d'un restaurant récemment ouvert, le City Sushi. Toujours aussi naïf, il donne un dépliant à Tuong Lu Kim, propriétaire du restaurant chinois City Wok. Horripilé par l'ouverture d'un restaurant japonais à côté du sien, Tuong Lu Kim engage le combat contre le propriétaire, un Japonais nommé Junichi Takiyama.
La police renvoie ensuite Butters chez lui pour "déclenchement d'un conflit sino-nippon". À la suite de cet incident, les parents de l'enfant emmènent celui-ci chez un thérapeute, persuadés que leur rôle parental n'est pas à l'origine du problème. En voyant que Butters aime s'inventer des alter-egos pour jouer par exemple au facteur ou au pompier, le Dr Janus diagnostique chez le garçon un trouble dissociatif de l'identité. Il s'avère cependant que c'est le Dr Janus qui souffre de cette pathologie, et cette situation va affecter Butters, qui semble de plus en plus confus.
Furieux que tout le monde à South Park fasse l'amalgame entre la Chine et le Japon, Lu Kim adopte un stratagème pour se débarrasser de Takiyama et l'humilier publiquement : il présente à l'école des photos d'atrocités commises par les Japonais envers la Chine pendant la Seconde Guerre Mondiale, comme le massacre de Nankin. Plus tard, il s'en excuse et se met à construire une tour entre les deux restaurants, sous prétexte d'un "festival de diversité asiatique", avec l'intention d'assassiner Takiyama et de faire passer son crime pour un suicide, en référence aux stéréotypes japonais.
Pendant ce temps, Butters, influencé par l'une des "personnalités" du Dr Janus, entre dans la maison de ce dernier et fait une découverte choquante : Lu Kim est (et a toujours été) une des "personnalités" du thérapeute. Même si le Dr Janus est de race blanche, sa "personnalité" dominante est celle du propriétaire du restaurant chinois — Janus est effectivement parvenu à convaincre les habitants de South Park qu'il est bien chinois, en plissant ses yeux et en parlant avec un accent stéréotypé.
Butters échappe au Dr Janus qui tente de le tuer et contacte la police. Lorsque les forces de l'ordre arrivent au festival de diversité asiatique, Lu Kim tente de précipiter Takiyama du haut de la tour. Les habitants de South Park sont alors témoins de ses changements de "personnalité" manifestes. Honteux de ne pas s'être rendu compte que Lu Kim n'est pas un vrai chinois, Takiyama se suicide ironiquement en sautant par-dessus le bord de la tour. Il atterrit sur le City Sushi, le détruisant par la même occasion. Lu Kim est arrêté pour ses actes envers Butters et Takiyama et ses troubles mentaux. La police salue Butters comme un héros pour avoir découvert l'identité de Janus, et les parents du garçon, après avoir appris la vérité, sont fiers de lui.
L'épisode se termine avec Lu Kim dans une cellule de prison, enveloppé dans une couverture. Au moment où une mouche se pose sur lui, on peut l'entendre en voix off en train de se dire qu'il sans doute surveillé, et qu'il ne va rien faire à cette mouche pour faire croire qu'il est incapable de faire du mal à qui que ce soit.